# Aguri Suzuki
Aguri Suzuki (鈴木 亜久里?, Suzuki Aguri; Tokyo, 8 settembre 1960) è un ex pilota automobilistico di Formula 1 giapponese ed è stato direttore della squadra Super Aguri F1 (non più in attività), e della scuderia Amlin-Aguri nel campionato di Formula E.
Ha partecipato a 88 Gran Premi debuttando il 30 ottobre 1988 nel gran premio del Giappone, ottenendo un podio (primo pilota giapponese a ottenere tale risultato) e un totale di 8 punti iridati.

## Carriera

### Gli inizi
Ha iniziato la sua carriera correndo sui kart nel 1972, ad appena 12 anni. Ne vinse il campionato giapponese nel 1978 e nel 1979 debuttò nella Formula 3 giapponese.
Continuando a gareggiare nel go-kart, divenne nuovamente campione nel 1981 e nel 1983 arrivò secondo negli All-Japan F3 Series, guidando una Hayashi-Toyota.
Nel 1985 e nel 1986 partecipò ad alcune gare del campionato giapponese di Formula 2, inoltre nel 1986, 1987 e 1988 prese parte alla 24 ore di Le Mans con la Nissan gr. C ufficiale. Nel 1987 partecipò al campionato di Formula 3000 giapponese con il team Footwork, vincendo due gare a Suzuka e giungendo secondo in classifica, e l'anno dopo, 1988, guidando una March-Yamaha sempre del team Footwork, vinse il titolo con tre vittorie (Fuji, Nishi-Nippon e Suzuka) e tre secondi posti.

### Formula 1
Sempre nel 1988 fece il suo debutto in Formula 1 nel gran premio del Giappone a Suzuka con una Larrousse sostituendo Dalmas e concludendo 16º, inoltre partecipó a tre gare del campionato di Formula 3000 in Europa con il team Footwork.
Nel 1989 firmò per la Zakspeed-Yamaha ma fu un fallimento: a causa del motore poco potente non superò in nessun gran premio le pre-qualifiche. Nel 1990 passò alla Larrousse conquistando due sesti posti in Gran Bretagna ed in Spagna e finendo 3º a Suzuka, diventando il primo pilota giapponese a salire sul podio in formula 1. Rimase sempre alla Larrousse nel 1991 ma fu una brutta annata in quanto, tranne il 6º posto nella prima gara, nel resto del campionato non si qualificò in quattro gare e si ritirò nelle restanti. Passò quindi alla Footwork-Arrows nel 1992 e nel 1993 sfiorando la zona punti in Spagna nel 1992 ed in Australia nel 1993 dove ottenne due settimi posti. L'anno seguente gareggiò per una sola gara, il gran premio del Pacifico, con la Jordan, ma si ritirò per problemi allo sterzo, e nel 1995 ritornò alle corse alternandosi alla guida della seconda Ligier con Martin Brundle e ritornando in zona punti in Germania dove giunse sesto. Alla fine della stagione un incidente durante le qualifiche del sabato del gran premio del Giappone gli provocò danni alla nuca impedendogli di prendere parte alla gara ed in seguito decise di ritirarsi dalla massima serie iridata.

### Team manager
Successivamente ha creato un proprio team in Giappone, ARTA (Autobacs Racing Team Aguri), per correre in Formula Nippon e nel 2003 è entrato a far parte della Indy Racing League in America con un team realizzato insieme ad Adrián Fernández, il Super Aguri Fernandez Racing.
Nella stagione 2006 la squadra ha esordito in Formula 1 con il nome di Super Aguri F1 e il supporto tecnologico della Honda, tanto da essere considerato junior team del costruttore giapponese. L'anno migliore fu il 2007 con un ottavo posto in Spagna ed un sesto in Canada (miglior risultato del team in F1) ad opera di Takuma Sato. Dopo quattro gare della stagione 2008 il team è stato costretto a chiudere per problemi economici.
Dal 2014 al 2016 è presente nel campionato di Formula E con un proprio team chiamato Amlin Aguri.

## Risultati completi in Formula 1
| 1988 | Scuderia  | Vettura |  |  |  |  |  |  |  |  |  |  |  |  |  |  |    |  |  | Punti | Pos. |
| ---- | --------- | ------- |  |  |  |  |  |  |  |  |  |  |  |  |  |  | -- |  |  | ----- | ---- |
| 1988 | Larrousse | LC88    |  |  |  |  |  |  |  |  |  |  |  |  |  |  | 16 |  |  | 0     |      |

| 1989 | Scuderia | Vettura |     |     |     |     |     |     |     |     |     |     |     |     |     |     |     |     |  | Punti | Pos. |
| ---- | -------- | ------- | --- | --- | --- | --- | --- | --- | --- | --- | --- | --- | --- | --- | --- | --- | --- | --- |  | ----- | ---- |
| 1989 | Zakspeed | 891     | NPQ | NPQ | NPQ | NPQ | NPQ | NPQ | NPQ | NPQ | NPQ | NPQ | NPQ | NPQ | NPQ | NPQ | NPQ | NPQ |  | 0     |      |

| 1990 | Scuderia  | Vettura      |     |     |     |     |    |     |   |   |     |     |     |     |    |   |   |     |  | Punti | Pos. |
| ---- | --------- | ------------ | --- | --- | --- | --- | -- | --- | - | - | --- | --- | --- | --- | -- | - | - | --- |  | ----- | ---- |
| 1990 | Larrousse | LC89B e LC90 | Rit | Rit | Rit | Rit | 12 | Rit | 7 | 6 | Rit | Rit | Rit | Rit | 14 | 6 | 3 | Rit |  | 6     | 12º  |

| 1991 | Scuderia  | Vettura |   |    |     |     |     |     |     |     |     |     |    |    |     |    |     |    |  | Punti | Pos. |
| ---- | --------- | ------- | - | -- | --- | --- | --- | --- | --- | --- | --- | --- | -- | -- | --- | -- | --- | -- |  | ----- | ---- |
| 1991 | Larrousse | LC91    | 6 | NP | Rit | Rit | Rit | Rit | Rit | Rit | Rit | Rit | NQ | NQ | Rit | NQ | Rit | NQ |  | 1     | 22º  |

| 1992 | Scuderia | Vettura |   |    |     |   |    |    |    |     |    |     |     |   |     |    |   |   |  | Punti | Pos. |
| ---- | -------- | ------- | - | -- | --- | - | -- | -- | -- | --- | -- | --- | --- | - | --- | -- | - | - |  | ----- | ---- |
| 1992 | Footwork | FA13    | 8 | NQ | Rit | 7 | 10 | 11 | NQ | Rit | 12 | Rit | Rit | 9 | Rit | 10 | 8 | 8 |  | 0     |      |

| 1993 | Scuderia | Vettura      |     |     |     |   |    |     |    |    |     |     |     |     |     |     |     |   |  | Punti | Pos. |
| ---- | -------- | ------------ | --- | --- | --- | - | -- | --- | -- | -- | --- | --- | --- | --- | --- | --- | --- | - |  | ----- | ---- |
| 1993 | Footwork | FA13B e FA14 | Rit | Rit | Rit | 9 | 10 | Rit | 13 | 12 | Rit | Rit | Rit | Rit | Rit | Rit | Rit | 7 |  | 0     |      |

| 1994 | Scuderia | Vettura |  |     |  |  |  |  |  |  |  |  |  |  |  |  |  |  |  | Punti | Pos. |
| ---- | -------- | ------- |  | --- |  |  |  |  |  |  |  |  |  |  |  |  |  |  |  | ----- | ---- |
| 1994 | Jordan   | 194     |  | Rit |  |  |  |  |  |  |  |  |  |  |  |  |  |  |  | 0     |      |

| 1995 | Scuderia | Vettura |   |     |    |  |  |  |  |  |   |  |  |  |  |  |     |    |  | Punti | Pos. |
| ---- | -------- | ------- | - | --- | -- |  |  |  |  |  | - |  |  |  |  |  | --- | -- |  | ----- | ---- |
| 1995 | Ligier   | JS41    | 8 | Rit | 11 |  |  |  |  |  | 6 |  |  |  |  |  | Rit | NP |  | 1     | 17º  |

| Legenda | 1º posto     | 2º posto | 3º posto    | A punti         | Senza punti/Non class.  | Grassetto – Pole position Corsivo – Giro più veloce |
| Legenda | Squalificato | Ritirato | Non partito | Non qualificato | Solo prove/Terzo pilota | Grassetto – Pole position Corsivo – Giro più veloce |